# إريك واغنر
إريك واغنر (بالإنجليزية: Eric Wagner)‏ هو مغني أمريكي، ولد في 24 أبريل 1959.

## وصلات خارجية
- إريك واغنر على موقع ميوزك برينز (الإنجليزية)
- إريك واغنر على موقع ديسكوغز (الإنجليزية)